# M8 (Azerbeidzjan)
De M8 is een hoofdweg in Azerbeidzjan die een noord-zuidverbinding vormt door de exclave Nachitsjevan. De weg is 100 kilometer lang.
M1 ·
M2 ·
M3 ·
M4 ·
M5 ·
M6 ·
M7 ·
M8